# でっちあげ〜殺人教師と呼ばれた男
『でっちあげ 〜殺人教師と呼ばれた男』（でっちあげ さつじんきょうしとよばれたおとこ）は、2025年6月27日に公開された日本映画。監督は三池崇史、主演は綾野剛。PG12指定。
2003年に日本で初めて教師による児童へのいじめが認定された体罰事件を取材、第6回新潮ドキュメント賞を受賞した福田ますみのルポルタージュ『でっちあげ 福岡「殺人教師」事件の真相』の映画化作品。また、監督の三池と主演の綾野は2009年公開の映画『クローズZERO Ⅱ』以来、約16年ぶりのタッグとなる。

## あらすじ
小学校教諭の薮下誠一は、教え子の氷室拓翔の母・律子から、拓翔に体罰を行ったとして告発された。その内容は「死に方教えてやろうか」と恫喝するなど、体罰という言葉では収まらないほど凄惨なもので、市の教育委員会は日本で初めて「教師による生徒へのいじめ」と認定した。
この事件を嗅ぎつけた週刊春報の記者・鳴海三千彦はこれを薮下の実名入りで報道、たちまちセンセーショナルに報道され、薮下は「史上最悪の殺人教師」として猛バッシングを受け、停職処分となる。
一方、律子の側には弁護⼠の⼤和紀夫を団長とする550人もの大弁護団が結成され、前代未聞の裁判が始まる。律子側の勝訴は確実だろうと思われたが、薮下は初公判で「全て事実無根の『でっちあげ』」と、律子側の主張を全面否認するのだった。

## キャスト
薮下誠一
演 - 綾野剛
希望ヶ丘小学校教諭、4年3組担任。教え子の氷室拓翔に執拗かつ凄惨な虐めを行ったとして、拓翔の母親の律子に告発される。
氷室律子
演 - 柴咲コウ（小中学校時代：照井野々花）
拓翔の母親。息子の拓翔が薮下に虐められていることに気づき、メディアと世論を味方につけて薮下を訴える。
鳴海三千彦
演 - 亀梨和也
週刊春報の記者。薮下の事件を実名報道し、世論に大きな影響を与える。
都築敏明
演 - 大倉孝二
希望ヶ丘⼩学校の教頭。校長の段田に従順な態度を取る。
前村義文
演 - 小澤征悦
大学病院の精神科教授。拓翔の診断を担当する。
堂前
演 - 髙嶋政宏
週刊春報の編集長。鳴海の上司で、薮下の実名報道を許諾する。
氷室拓馬
演 - 迫田孝也
律子の夫で、拓翔の父親。薮下を「暴力教師」と激しく非難する。
山添夏美
演 - 安藤玉恵
拓翔のクラスメイト・山添純也の母親。薮下の体罰に対する謝罪について疑問を抱く。
箱崎祥子
演 - 美村里江
精神科医。前村とともに拓翔の診断を担当する。
藤野公代
演 - 峯村リエ
教育委員会の教育長。
戸川
演 - 東野絢香
薮下の同僚。都築からの指示で薮下を監視する。
橋本
演 - 飯田基祐
裁判長。
氷室拓翔
演 - 三浦綺羅
律子と拓馬の息子。希望が丘小学校4年3組の児童で、薮下が体罰を行ったとされる少年。
薮下希美
演 - 木村文乃
薮下の妻。彼を懸命に支える。
薮下勇気
演 - 浅井陽人
薮下の息子。中学生。
段田重春
演 - 光石研
希望ヶ丘⼩学校の校⻑。自らの保⾝に⾛る。
大和紀夫
演 - 北村一輝
律⼦側の弁護⼠。550人もの⼤弁護団を率いて裁判に臨む。
湯上谷年雄
演 - 小林薫
薮下の弁護人。

## スタッフ
- 原作：福田ますみ『でっちあげ 福岡「殺人教師」事件の真相』（新潮文庫刊）
- 監督：三池崇史
- 脚本：森ハヤシ[3][9]
- 音楽：遠藤浩二[3][9]
- 主題歌：キタニタツヤ「なくしもの」（Sony Music Labels Inc.）[10]
- 企画・プロデュース：和佐野健一[1][2][3]
- プロデューサー：橋本恵一、坂美佐子、前田茂司[3][9]
- 撮影：山本英夫（J.S.C.）[3][9]
- 照明：小野晃[3][9]
- 録音：中村淳[3][9]
- 美術：坂本朗[3][9]
- 編集：相良直一郎[3][9]
- キャラクタースーパーバイザー：前田勇弥[3][9]
- 音響効果：中村佳央[3][9]
- 制作プロデューサー：奥野邦洋、土川はな、今井朝幸[3][9]
- 司法監修：丸住憲司[3][9]
- 司法・裁判監修：坂仁根[3][9]
- キャスティングプロデューサー：高橋雄三[3][9]
- 音楽プロデューサー：津島玄一[3][9]
- 宣伝プロデューサー：三橋剛[3]
- 助監督：倉橋龍介[3][9]
- 制作担当：塩谷文都[3][9]
- 俳優担当：平出千尋[3][9]
- 企画協力：新潮社[3]
- 制作プロダクション：東映東京撮影所、OLM[2][3]
- 制作協力：楽映舎[2][3]
- 製作幹事・配給：東映[2][3]
- 製作：「でっちあげ」製作委員会[2][3]